# Lotzwil
Lotzwil är en ort och kommun i distriktet Oberaargau i kantonen Bern, Schweiz. Kommunen har 2 705 invånare (2023).